# マーケットバスケット方式
マーケットバスケット（英:Market basket）とは、消費者が購入する財・サービスの、品目および量の組み合わせである。一般的には、一地域の経済または特定の市場におけるインフレの度合いを測定するために用いられる。
また、一定の生活を営むために必要な生活用品やサービスの量をリストアップし、これを購入価格に換算・合計して生活費を算定する方法を、マーケットバスケット方式と呼ぶ。日本では、1948年8月から1960年度まで、生活扶助基準の算定方法として採用されていた。本項目では、生活費算定法としてのマーケットバスケット方式について記述する。

## 概要
「マーケットバスケット」とは、買い物かごのことである。店で商品を買い物かごに入れていくように、最低生活を営むのに不可欠な飲食物費や被服費、光熱費、家具什器費、入浴費といった個々の品目を一つひとつ積み上げ、その購入金額を合計して最低生活費を算出する。なお、生活に必要なすべての品目を上記の方法で積み上げて総生活費を算出する全物量方式と、飲食物費のみを栄養学の知識をもとに決定し、残りの住居費や被服費などは飲食物費から推計して総生活費を算出する半物量方式の二つの方法がある。
マーケットバスケット方式（全物量方式）に基づいて貧困調査が行われた著名な例が、ラウントリーによる英国・ヨーク市での調査である。ラウントリーは同調査において、肉体的能率(physical efficiency)を維持するために最低限必要なものさえ得られない状態を「一次貧困(primary poverty)」と定義した。この一次貧困線を計算する際にラウントリーは、当時の栄養学の知見を用いて、肉体的能率を維持するために必要な栄養・カロリーを算出し、それを充足するための必要な飲食物費についてマーケットバスケット方式で算出した。所得や肉体的能率等の指標を用いて、科学的・客観的に貧困（絶対的貧困）を捉える試みであった。ラウントリーの貧困調査は、従来は道徳的退廃等に基づく個人的問題として捉えられていた貧困が社会問題として捉えられるようになるきっかけの一つとなった。

## 保護基準算定における利用
第2次世界大戦後の日本においては、マーケットバスケット方式は当初、労働組合によって賃金要求額の根拠を示すために用いられた。しかし、「最低生活を営むのに不可欠」とされる基準を設定することの難しさから、賃金引き上げを求めるうえでの基礎資料としては利用されなくなっていく。マーケットバスケット方式は1948年8月に生活保護法による保護基準の算定法として採用され、むしろこの面において長く命脈を保つこととなる。
「生活困窮者緊急生活援護要綱」ならびに旧生活保護法施行当初においては、被保護者への支給額の限度（基準額）は、戦前に制定された軍事扶助法の規定に従って決定されており、制限的かつ消極的な性格を有していた。旧生活保護法は1950年5月に全面改正されたが、それまでの間もインフレへの対処策として幾度も改訂が行われた。
マーケットバスケット方式が保護基準算定法として採用されたのは、1948年8月の第8次改訂時である。旧生活保護法においては「要保護者の無差別平等保護」の不徹底が課題となっており、保護担当者の主観を離れて客観的・合理的・科学的に算出される保護基準が求められていた。新たな保護基準算定方式としてはラウントリーやエンゲルの手法が検討されたが、最終的には、あるべき最低生活の標準設計を設定しこれを現実の諸条件に当てはめ修正するという、ラウントリーの考え方に連なるマーケットバスケット方式が採用された。